# رود کوودا
رود کوودا (انگلیسی: Kovda) یک رودخانه در استان مورمانسک کشور روسیه است.